# 島田晴誉
島田 晴誉（しまだ はるたか、1882年〈明治15年〉 - 1973年〈昭和48年〉2月18日）は、日本の指揮者。

## 生涯・人物
現在の茨城県龍ケ崎市で生まれた。その後東京に出て1898年（明治31年）海軍軍楽隊に入隊するも1916年（大正5年）軍楽隊を退職し、翌1917年（大正6年）ローヤル館、1918年（大正7年）浅草アズマ座指揮者となる。1920年（大正9年）松竹管弦楽団長に就任した。
昭和に入ってからは当管弦楽団とNHKでの音楽番組の放送、レコードの録音にも関わった。トーキー映画の発明に際して音楽の座を去る。その後は向島で飲食店「四季里」を経営していた。1973年2月18日に死去した。帝国館のチラシには、島田が『カルメン』を指揮したとの記述がある。娘に声楽家の島田和子がいる。